# 닥송현
닥송현(베트남어: Huyện Đắk Song / 縣得雙)은 베트남 중부 고원 지방 닥농성의 현이다.

## 행정 구역
닥송현은 1시진, 8사를 관할하고 있다.

### 시진
- 득안 시진 (Thị trấn Đức An, 德安市鎭)

### 사
- 닥호아사 (Xã Đắk Hòa, 得和社)
- 닥몰사 (Xã Đắk Môl, 得摩社)
- 닥느드룽사 (Xã Đắk N’Drung)
- 남빈사 (Xã Nam Bình, 南平社)
- 넘느장사 (Xã Nâm N'Jang)
- 투언하사 (Xã Thuận Hà, 順河社)
- 투언하인사 (Xã Thuận Hạnh, 順行社)
- 쯔엉쑤언사 (Xã Trường Xuân, 長春社)